# 约翰·麦克尤恩
约翰·麦克尤恩爵士，GCMG，CH（英語：Sir John McEwen，1900年3月29日—1980年11月20日)，农场主、政治家、第18任澳大利亚总理（1967—1968年）。1934年—1971年为众议院议员，第二次世界大战期间任部长，1958—1971年任副总理，1967年霍尔特总理失蹤后擔任总理3周，及後自由黨選出約翰·戈頓作為新黨魁以及總理，為表彰麦克尤恩在任總理期間的貢獻，他在戈頓就任總理時獲委任為首任副總理，直至1971年退出政壇。1971年封爵士。

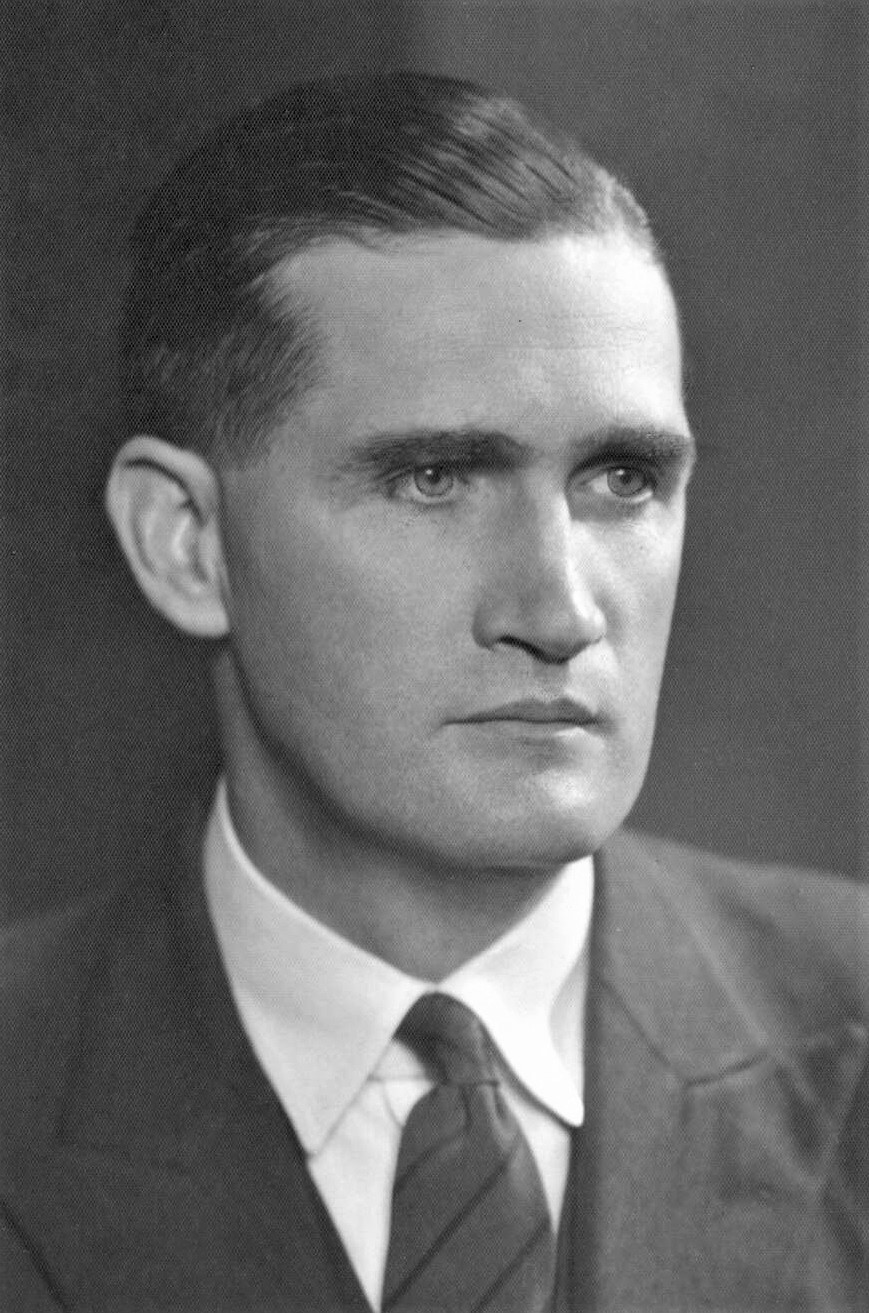
约翰·麦克尤恩在30年代

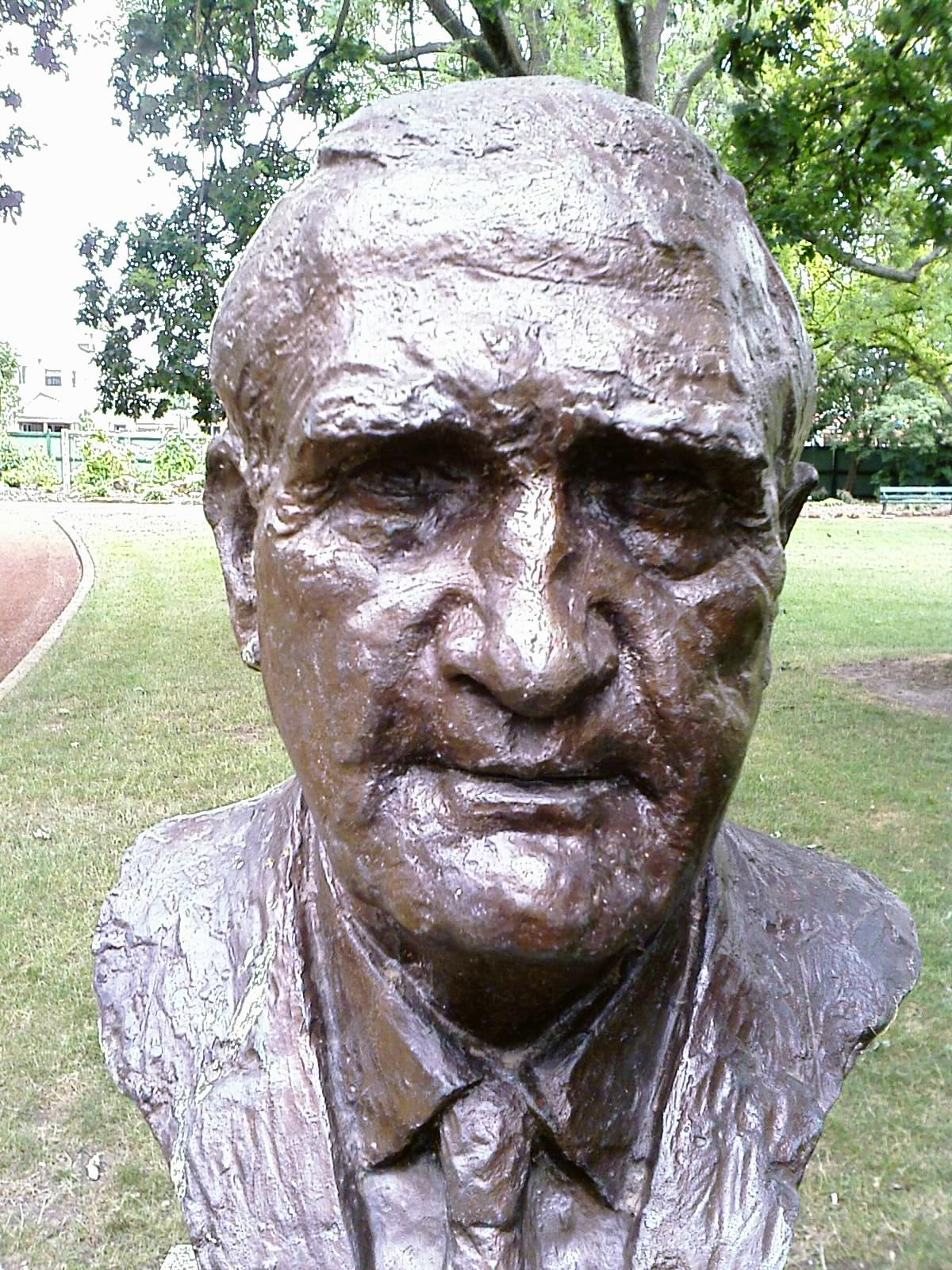
约翰·麦克尤恩的半身像,由雕塑家维克多·格林哈尔（Greenhalgh）制作，位于巴拉腊特植物园总理大道

## 延伸阅读
- Hughes, Colin A (1976), Mr Prime Minister. Australian Prime Ministers 1901–1972, Oxford University Press, Melbourne, Victoria, Ch.20. ISBN 0-19-550471-2